# Synagoge (Cannes)

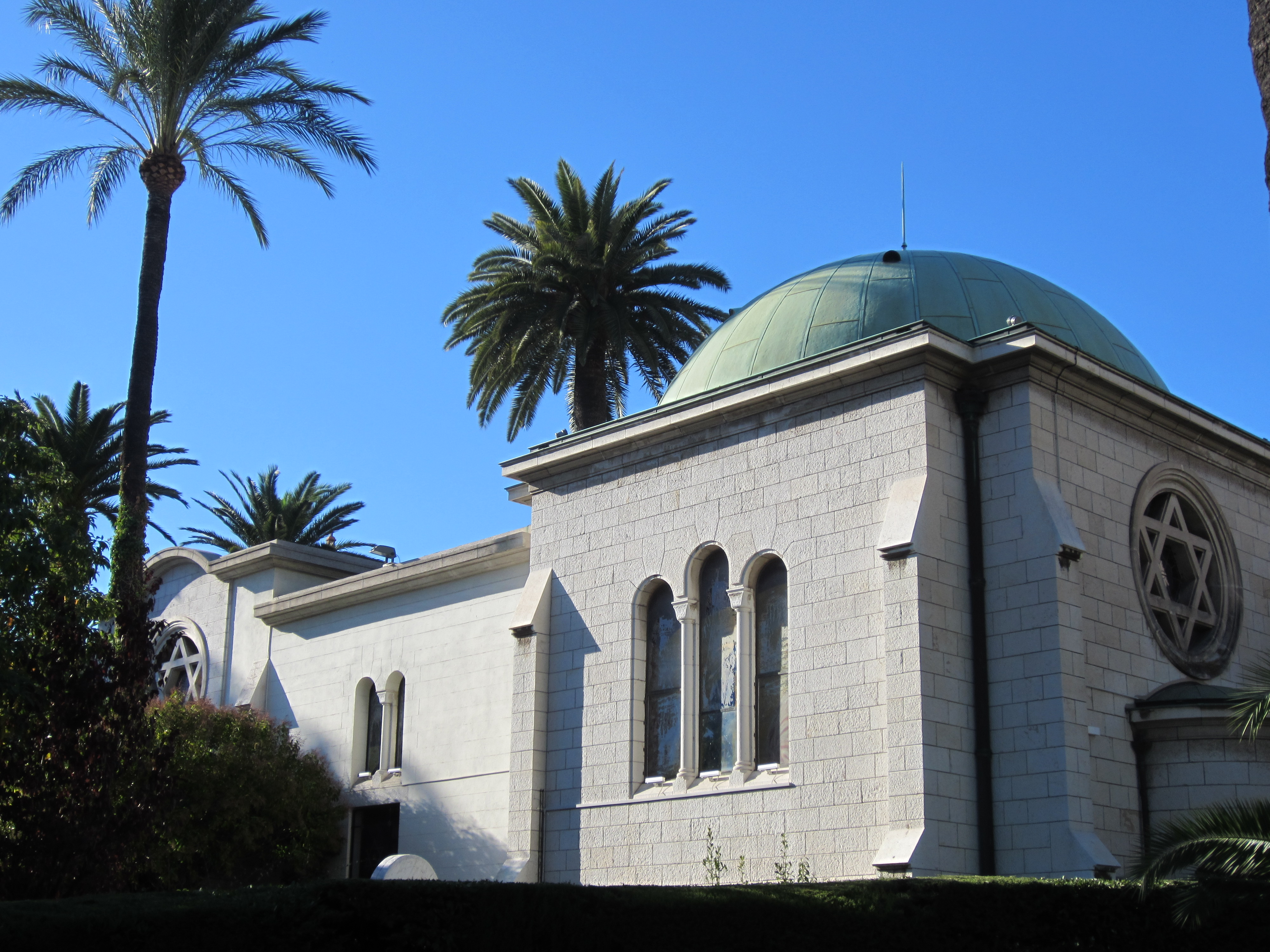
Synagoge in Cannes

Die Synagoge in Cannes, einer Stadt in Südfrankreich, wurde 1952 errichtet. Die Synagoge befindet sich am Boulevard d’Alsace Nr. 20.
Die Synagoge wurde 1991 vergrößert. Das Besondere ist ihre Kuppel, die mit Kupferplatten bedeckt ist. Die Bleiglasfenster besitzen abstrakte Glasmalereien.